# Трофімов Євген Юрійович
Євге́н Ю́рійович Трофі́мов (12 березня 1993 — 28 липня 2014) — український майстер тайського боксу та військовик, молодший сержант 79-ї окремої аеромобільної бригади Збройних сил України, учасник російсько-української війни. Багаторазовий чемпіон України з тайського боксу.

## Життєпис
Народився 1993 року в селі Первомаївка (Верхньорогачицький район Херсонської області). Закінчив Первомаївську школу; навчався у Запорізькому національному технічному університеті за спеціальністю «Фізичне виховання і реабілітація». Професійно займався тайським боксом, багаторазовий чемпіон України, має звання майстра спорту. В 17 років завоював титул чемпіона Європи з тайського боксу серед юнаків. У 2012 році був призваний на строкову службу, потім залишився служити за контрактом.
Сержант з матеріально-технічного забезпечення, 79-а окрема аеромобільна бригада. У лютому 2014-го служив в Криму, звідти був перенаправлений в зону боїв.
Виводив з оточення колону військових, перебував на першому БТРі. Бойовики із лісосмуги обстріляли колону, в бою Трофімов загинув — від осколкового поранення у шию.
Вдома залишилася дружина. 30 липня народився син, назвали Трофимом.
Похований на міському кладовищі Запоріжжя. Перепохований в селі Первомаївка, Верхньорогачицький район.

## Нагороди та вшанування
- 29 вересня 2014 року — за особисту мужність і героїзм, виявлені у захисті державного суверенітету та територіальної цілісності України, вірність військовій присязі під час російсько-української війни, відзначений — нагороджений орденом «За мужність» III ступеня (посмертно)
- 4 грудня 2019 року у Первомаївській школі Верхньорогачицького району відкрито меморіальну дошку Євгену Трофімову.
- На честь Трофімова 22–24 травня 2015 року в СК «Мотор Січ» пройшов перший Всеукраїнський турнір з тайського боксу «Пам'ять»
- 28 листопада 2016 року нагороджений орденом «За заслуги перед Запорізьким краєм» III ступеня (посмертно).